# Matteo Paris (monaco)
Matteo Paris, detto anche Matteo da Parigi (in inglese Matthew Paris; Hildersham, 1200 – St Albans, 1259), fu un monaco benedettino inglese, cronista della storia inglese. Fu anche un miniaturista e cartografo e risiedette presso l'Abbazia di St Albans, nell'Hertfordshire.
Scrisse numerose opere, in gran parte storiche, che illustrò egli stesso con miniature, in parte colorate con colori ad acqua. Alcune furono scritte in latino, altre in lingua anglo-normanna, altre ancora in francese medievale.

## Biografia
Secondo alcuni storici nacque a Hildersham, villaggio circa 12 km a sud di Cambridge. Dopo una educazione iniziale alla Scuola della Abbazia di St Albans nello Hertfordshire, vista la sua buona conoscenza della lingua francese, potrebbe aver studiato a Parigi in gioventù.
Sappiamo dai suoi scritti che fu ammesso come monaco presso l'Abbazia di St Albans il 21 gennaio 1217. La sua vita fu spesa prevalentemente presso questa abbazia, dove morì.
Nel 1248 fu inviato in Norvegia come latore di un messaggio di Luigi IX, re di Francia al re di Norvegia Haakon IV. L'impressione che egli fece sul re scandinavo fu così buona che poco dopo fu invitato a sovrintendere alla riforma del monastero benedettino di Nidarholm, vicino a Trondheim.
A parte questo incarico, le attività conosciute furono dedicate alla redazione storica, un obiettivo per il quale i monaci di Sant'Albano erano da lungo tempo famosi. Nel 1236 egli ereditò da Ruggero di Wendover, la veste di cronista ufficiale dell'Abbazia. Matteo revisionò i lavori di Ruggero e quelli di Giovanni de Cella, aggiungendo nuovo materiale per salvaguardare il proprio ruolo, e questa Chronica Majora è un'importante fonte storica documentale, specialmente per quanto riguarda il periodo dal 1235 al 1259.  Altrettanto importanti sono le illustrazioni che Paris ha inserito in questa opera.

## I manoscritti di Matteo Paris

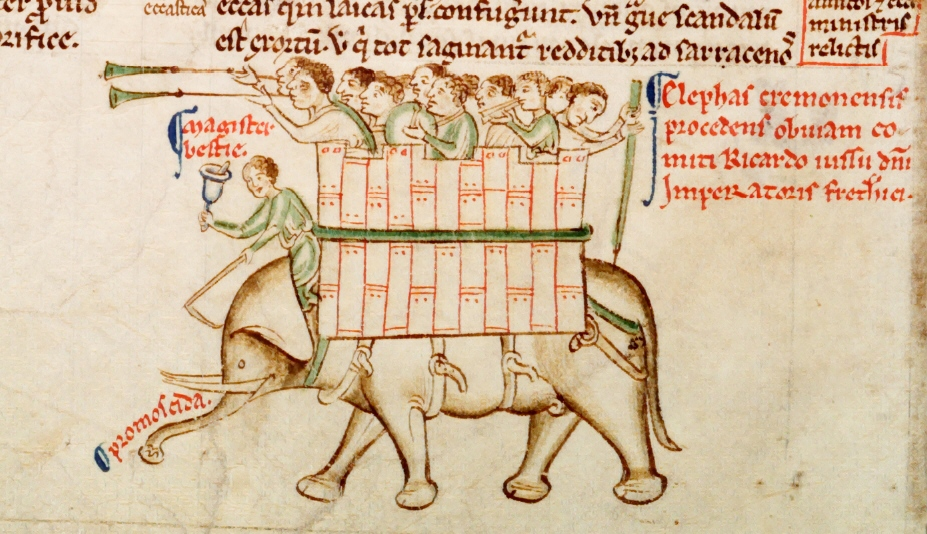
Elefante dalla Chronica Majora, Parte II, Parker Library, MS 16, fol. 151v

- Chronica Majora, Corpus Christi College, Università di Cambridge, Ms 26, 16, 362 x 244/248 mm. ff 141 + 281, 1240-53. Si tratta della sua maggiore opera storica che contiene tuttavia meno illustrazioni per pagina rispetto alle altre . I primi due volumi si trovano a Cambridge, mentre il terzo sta con la Historia Anglorum nella British Library. Ci sono 100 disegni a margine, qualche mappa ed un itinerario frammentari, ed una pagina intera di disegni di Guglielmo I e l'elefante con il suo conduttore.
- Vita di Sant'Albano, di datazione controversa (1230-1250), (Trinity College, Dublino). I manoscritti contengono anche una Vita di Sant'Anfibalo e vari altri lavori riguardanti la storia dell'Abbazia di Sant'Albano, entrambi anch'essi illustrati. La Vita di Sant'Albano è scritta in versi francesi, adattati da una fonte in latino. Il manoscritto contiene anche note di pugno di Matteo che mostrano che questo manoscritto fu imprestato a varie dame dell'aristocrazia e che Matteo agì da intermediario fra il committente dei manoscritti e gli artisti (probabilmente) laici che li produssero, operanti da consulenti su calendari ed iconografia.
- Abbreviatio chronicorum (or Historia minor), un'altra storia abbreviata che copre il periodo dal 1067 al 1253 e comprendente una Carta della Gran Bretagna (British Library). Essa è illustrata con trentatré figure sedute di re inglesi che indicano una genealogia.
- Historia Anglorum, 1250-59 (British Library), ultimo volume della  Chronica Majora, e vari altri temi, comprese Carte della Terrasanta e delle isole britanniche, un itinerario da Londra alla Puglia, una pagina intera con la Vergine ed il Bambino di fronte ai quali si vede Matteo inginocchiato (il suo lavoro pittorico più monumentale) ed una genealogia dei re inglesi in trono.
La Historia Anglorum ha 32 disegni a margine più vaghi che nei precedenti volume. C'è anche un ritratto di Matteo sul letto di morte, presumibilmente non di sua mano.[4]
- Liber additamentorum (British Library),  che contiene mappe, Vite di Offa di Mercia (illustrate), Gesta abbatum, le vite dei primi 23 abati di St Albans con il ritratto miniato di ciascuno di essi, stemmi, e copie di documenti. Una versione del ben noto disegno di elefante, così come un ampio disegno di Cristo, non sono di Matteo[5][6].
- La Estoire de Seint Aedward le Rei (La vita di Re Edoardo il Confessore, Cambridge University Library). Questa è l'unica copia rimasta di quest'opera, ma si ritiene che sia una copia di poco posteriore al testo di Matteo ed alle illustrazioni, redatta a Londra, probabilmente da un artista di corte[7]. L'opera è stata scritta in lingua anglo-normanna.[8]
- Flores Historiarum (Chetham's Hospital and Library, Manchester). Solo parte del testo, che copre il periodo fra il 1241 ed il 1249 è stato scritto da Matteo. Interpolazioni aggiuntive del testo dimostrano che il volume fu redatto per l'Abbazia di Westminster. Esso fu probabilmente iniziato colà, copiando un altro manoscritto di un testo di Matteo che giungeva fino al 1240 e più tardi fu restituito all'autore per il suo aggiornamento. Le illustrazioni imitano lo stile di Matteo ma non sono sue. Ulteriori aggiunte portano la cronaca fino al 1327.[9]
- I fogli di Becket (Attribuiti a Matteo da Janet Backhouse, ma non da Nigel Morgan) Quattro fogli rimasti da una storia della vita di Thomas Becket in versi e in lingua francese con grandi illustrazioni. (British Library)
- La vita di Sant'Edmond di Canterbury, edito e tradotto da C.H. Lawrence (Oxford, 1996)
- Iter de Londinio in Terram Sanctam, dove si descrive il percorso della via francigena nella versione che prevede l'attraversamento dell'Appennino all'altezza di Forlì, per dirigersi verso Arezzo[10]. Si tratta dello stesso percorso che descrive anche Alberto di Stade.

## Paris come artista
Recenti studi, in particolare quelli di Nigel Morgan, fanno pensare che l'influenza di Paris sugli altri artisti dell'epoca sia stata esagerata, principalmente a causa del fatto che si conosce molto più di lui che degli altri, la maggior parte dei quali è rimasta anonima. Molti manoscritti paiono prodotti da artisti laici in quel periodo, sebbene William de Brailes sia raffigurato con la tonsura, ma egli fu anche sposato, il che induce a credere che appartenesse solo ai gradi minori di un Ordine. I manoscritti di Paris mostrano pochi segni di collaborazione, ma gli storici dell'arte individuano una scuola di Sant'Albano che è sopravvissuta alla morte di Paris e da questo influenzata.
In alcuni manoscritti una miniature inquadrata occupa la metà superiore della pagina. Disegni colorati avevano uno stile definito ben prima di Paris e divennero particolarmente popolari nella prima metà del XIII secolo: essi erano sicuramente molto meno cari e di più rapida esecuzione di quelli interamente dipinti.
Lo stile di Paris fa pensare che si sia formato con lavori eseguiti intorno al 1200, che rimasero in una certa misura fuori moda per aver conservato la rotondità delle sue figure, anziché adottare la sottile angolosità della maggior parte di questi artisti contemporanei, specialmente di quelli londinesi. Le sue composizioni evidenziano una grande inventiva: la sua posizione di monaco ben introdotto può avergli dato più familiarità nel creare nuove composizioni laddove un artista laico avrebbe preferito attenersi a formule più tradizionali. Questo può anche essere il segno di una certa mancanza di buona formazione nell'arte dell'epoca. I suoi colori preferiti sono il verde ed il blu ed insieme al suo caratteristico posizionamento del dipinto nella metà pagina superiore, ne costituiscono un relativo elemento di distinzione.

## Paris come storico
Dal 1235, il momento in cui Wendover lasciò la sua penna, Paris continuò la storia con l'impostazione che aveva seguito il suo predecessore. Egli traeva molte delle sue informazioni dalle lettere di persone importanti che egli di tanto in tanto inseriva ma molto di più da conversazioni con occhi di testimone degli eventi. Tra i suoi informatori ci furono Riccardo, conte di Cornovaglia e lo stesso re Enrico III, con il quale egli risulta avere rapporti di stretta amicizia.
Il re sapeva che Paris stava scrivendo storia e voleva che egli fosse il più preciso possibile.
Paris afferma che nel 1257, nel corso di una sua visita all'Abbazia di Sant'Albano durata una settimana, il re lo volle accanto a lui giorno e notte ed «… egli guidò la mia penna con molta buona volontà e diligenza.»
È quindi piuttosto curioso che la Chronica majora dia un giudizio così sfavorevole sulla politica di Enrico III. Henry Richards Luard avanza l'ipotesi che Paris non intendesse affatto che la sua opera vedesse la luce nella sua attuale forma e molti passaggi del testo autografo presentano contro di lui le note offendiculum, il che mostra come l'autore avesse compreso il rischio che correva. D'altro canto durante la vita di Paris uscirono delle copie non emendate dell'opera. Sebbene i passaggi offensivi siano stati omessi o addolciti nella edizione ridotta della sua opera più lunga, la Historia Anglorum (scritta verso il 1253), i reali sentimenti dell'autore dovevano essere stati un segreto pubblico. In ogni caso non ci sono basi su cui fondare la vecchia teoria che egli fosse uno storico ufficiale.
Paris visse in tempi nei quali la politica inglese era particolarmente complessa. Il suo talento fu la descrizione in forma narrativa. Sebbene egli coltivasse un acuto interesse al lato personale della politica, i ritratti che fece dei suoi contemporanei gettano più luce sui suoi pregiudizi che sui loro obiettivi e idee. Come molti “storici” di quel periodo, egli non si sofferma mai a valutare i fatti né riesce a mantenere una visione comprensiva della situazione. Egli ammirava la forza di carattere, anche quando questo implicava il perseguimento di una politica che egli personalmente disapprovava. Così egli loda Roberto Grossatesta mentre nello stesso tempo denuncia il suo schema di riforma monastica.
Paris era uno strenuo sostenitore degli ordini monastici nei confronti dei loro rivali, il clero secolare e gli ordini mendicanti. Così pure si opponeva con violenza alla corte ed ai suoi favoriti stranieri. Disprezzava il re come statista, sebbene nutrisse per l'uomo sentimenti gentili.
La franchezza con la quale attacca la curia romana è notevole, così come è anche intenso il suo nazionalismo che egli mostra nel trattare l'argomento. I suoi errori erano spesso dovuti a scarsa accuratezza ed a vedute ristrette, ma talvolta imbastiva discorsi retorici con i suoi argomenti, che erano ingannevoli come spiegazione dei sentimenti dell'oratore. In altri casi egli induce in errore con i documenti che inserisce (come, ad esempio, fa con il testo della Magna Carta). La sua cronologia è, per un contemporaneo,  imprecisa, ed egli inserisce versioni duplicate dello stesso avvenimento in punti differenti.
Dunque i suoi scritti devono essere sempre accuratamente controllati quando esistono fonti alternative ed usati con cautela quando lui è l'unica fonte informativa. Ciò nondimeno egli fornisce una vivida impressione del suo tempo molto di più di quanto faccia qualsiasi altro cronista inglese ed è un peccato che la sua Storia si interrompa nel 1259, all'alba della battaglia finale fra Enrico III ed i baroni.

## Studi su Matteo Paris
Le relazioni fra il lavoro di Matteo Paris con quelli di Giovanni de Cella e quelli di Ruggero di Wendover possono essere studiati nell'edizione della Chronica majora di Henry Reynolds Luard (7 vol., Rolls series, 1872-1881) che contiene anche una valida prefazione.  La Historia Anglorum sive historia minor (1067-1253) è stata stampata da Frederic Madden (3 vols., Rolls series, 1866-1869).
Matteo Paris viene talvolta confuso con Matteo di Westminster, l'autore presunto di Flores historiarum. Questo lavoro, compilato a più mani, fu iniziato da Paris e successivamente continuato fino al 1326.